# Tarassiinsaari
Tarassiinsaari är en ö på gränsen mellan Finland och Ryssland. Den ligger i sjön Melaselänjärvi och den finländska delen i kommunen Ilomants i den ekonomiska regionen  Joensuu ekonomiska region  och landskapet Norra Karelen, i den sydöstra delen av landet, 400 km nordost om huvudstaden Helsingfors. Öns area är 3,3 hektar och dess största längd är 370 meter i sydöst-nordvästlig riktning.